# まめきちまめこ
まめきちまめこ（1989年12月25日 - ）は日本の愛知県名古屋市在住のブロガー。女性。2024年現在、ライブドアブログで「まめきちまめこニートの日常」を掲載中。同作は好評を得て、2022年にはゴールデンレトリバーのこまちたちペットとの生活を中心としてテレビアニメ化されている。

## 来歴
愛知県名古屋市出身。高校を卒業後は大学に進学せず、また就職もせず、パチンコ屋や喫茶店、中華料理屋などアルバイトを転々とするフリーターだったが、そのアルバイトも長くは続かず、それから数年はニートとなり実家でダラダラと過ごしていた。しかし、次第にそんな自分の人生に虚しさと焦りを感じるようになり、2015年1月10日から自分の「ニートな日常」を漫画としてFC2ブログに投稿し始める。後に投稿先をライブドアブログへ移動。独特の感性で綴られる日々の描写が注目を集め、ライブドアの公式ブロガーに上り詰めた。2016年2月28日には自身初のコミックス「ニートめし!」を双葉社から出版。2025年3月19日には、愛猫をモデルとしたキャラクターが活躍する絵本「メロとタビのクッキー大作戦」を角川書店から出版。
愛犬こまちとの生活を経て、2025年現在、愛猫二匹と暮らしている。

## 人物
- まめきちまめこ　このブログの管理人。身長165cm[8]。髪型はショートのおかっぱ。ねこっ毛。肩幅は広め[9]。骨格は上半身ストレートでもあり下半身ウェーブでもある[10]。まめきちまめこのYoutubeチャンネルで公表された新城市での日帰り旅行ではジップラインでの安全ベルトを締めていたときあーちゃんや姉吉よりもウエストが細かったことから細身だということがわかる。[11]素顔は非公表であり、そのため、名古屋市で行われた交通安全イベントに登場した際も段ボール製のお面をかぶっていた[1]。
- 犬を一匹、猫を三匹飼っていた。犬はゴールデンレトリバーの雌で名前は「こまち」（こまちの一人称はボクだがメス）。猫はサバトラ白の雌「タビ」とノルウェージャン風の雌「シンバ」。タビは野良猫、シンバはおそらく捨て猫であったが、まめこが保護した。さらに2020年6月中旬、「タビ」にそっくりな雄の子猫「メロ」をスーパーの駐輪場で保護。2022年2月1日にシンバが、2022年12月31日にこまちが亡くなった。

- 家族構成は父（ファザ吉）、母（マザ吉）、姉（姉吉）。まめこは子供の頃に姉によく虐められていたが、現在は非常に仲が良い[12]。姉吉は既婚で夫はまめこから「ポニキ」と呼ばれている[13]。姉吉は2019年に第一子（甥吉）を出産。
- 人間関係を築くのが苦手で友達はあまりいない。しかし幼馴染の「あーちゃん」とは親友関係を築いている。
- クッピーのおばさん[14]　近所のおばさん。まめこが小さい頃から仲がいい。[15]また、ティーパックは必ず2回出さないと気がすまないほどの節約魂である[16]。
- あっくん　クッピーのおばさんの孫であり、アニメ、ゲーム、ラノベが好き[17]。喋らせたらとまらない。嬉しいことがあっても素直になれないが、鼻をこする速度が尋常じゃない[18]。中学生の頃には寺巡りや写真を趣味としている[19]。2018年頃には結構な頻度でブログに登場していたが、2025年現在はほぼ出演がない。
- たっくん　あっくんの兄。非常に優しく穏やか、かつ献身的な人柄で、まめこから聖人と讃えられている[20]。